# Marco Rojas
Marco Rodrigo Rojas (Hamilton, 1991. november 5. –) új-zélandi válogatott labdarúgó, aki jelenleg a Heerenveen játékosa.
Bekerült a 2011-es U20-as OFC-bajnokságon, a 2011-es U20-as labdarúgó-világbajnokságon, a 2008-as nyári olimpián, a 2012-es és a 2016-os OFC-nemzetek kupáján, valamint a 2017-es konföderációs kupán részt vevő keretbe.

## Statisztika
| Válogatott | Szezon   | Mérkőzés | Gól |
| ---------- | -------- | -------- | --- |
| Új-Zéland  | 2011     | 2        | 0   |
| Új-Zéland  | 2012     | 11       | 1   |
| Új-Zéland  | 2013     | 3        | 0   |
| Új-Zéland  | 2014     | 3        | 0   |
| Új-Zéland  | 2015     | 3        | 0   |
| Új-Zéland  | 2016     | 7        | 3   |
| Új-Zéland  | 2017     | 10       | 1   |
| Új-Zéland  | 2018     | 1        | 0   |
| Összesen   | Összesen | 40       | 5   |

## Sikerei, díjai
- Új-Zéland U20
  - U20-as OFC-bajnokság: 2011

- Új-Zéland
  - OFC-nemzetek kupája: 2016